# Portishead (muzička grupa)
Portished (engl. Portishead) je engleski bend iz Bristola. Bend je dobio ime po istoimenom obližnjem gradu koji se nalazi 13 km zapadno od Bristola. Bend čine tri člana Džef Barov (engl. Geoff Barrow), Bet Džibons (engl. Beth Gibbons) i Adrijan Utli (engl. Adrian Utley), dok je povremeni četvrti član Dav Makdonald (engl. Dave McDonald) koji je radio produkciju na prvom i drugom albumu.

## Istorija

### Prvi album - 'Dummy' (1994)
Prvi album Portisheda pod imenom Lutka (engl. Dummy) izdat je 1994. godine.
Uprkos averziji benda prema medijskoj pokrivenosti, album je bio uspešan u Evropi i Americi (gde je prodat u vise od 150.000 pre turneje).
Album Lutka je izbacio 3 singla: '', '' i ''.
Osim toga, album je osvojio 1995. osvoijo prestižnu nagradu Mercury Music Price.
Godine 2003., album se našao na 419. mestu top liste '500 Najboljih Albuma Svih Vremena' časopisa Rollingstone

### Drugi album - 'Portishead' (1997)
Posle početnog uspeha, Portished se povukao iz centra pažnje na tri godine, sve do njihovog drugog albuma koji je objavljen 1997. godine i nosi ime kao i bend - 'Portishead'. Zvuk na albumu se razlikovao od zvuka na predhodnom albumu i okarakterisan je kao 'oštriji i jači'. Tri singla: '', '', '' od kojih je privi ušao u prvih deset na 'engleskoj top listi'.

### 'Roseland NYC Live' (1998)
Godine 1997., bend je nastupao sa orkestrom njujorkške filharmonije u 'Roseland' sali u Njujorku. Album uživo (engl. Live) koji se sastojao pretežno od novih orkestarskih aranžmana starih pesama, objavljen je 1998. godine.
Takođe, izdat je i snimak na video kaseti (engl. VHS), sa nastupa kao i DVD koji je usledio 2002. godine sa značajnim dodatnim materijalom, uključujući i ranije muzičke spotove.

### Praznina (1999–2005)
Godine 1999., Portished je snimio pesmu 'Motherless Child' u saradnji sa Tomom Džounsom za njegov album 'Reload'.
U sledećih nekoliko godina, članovi benda su se koncentrisali na samostalne projekte i druge poslove.
U Februaru 2005. godine, bend se prvi put pojavio nakon sedam godina na 'Cunami Benefit Koncertu' u Bristolu. U to vreme, Barrow je otkrio da je bend u procesu pisanja pesama za treći album.
U Avgustu 2006. godine, bend je postavio dve nove pesme na svoju majspejs (engl. MySpace) stranicu koje je Barrow opisao kao škrabotine.
U isto vreme, bend je obradio pesmu Serge Gainsbourga 'Un Jour Comme un Autre' za album počet pod nazivom 'Monsieur Gainsbourg Reviseited'.

### Treći album -(2008)
Drugog Oktobra 2007. godine, Portished objavljuje da je njihov novi album pod nazivom Third isproduciran i skoro gotov, kao i da se izlazak očekuje početkom Aprila 2008. Objavljivanje je kasnije pomereno za 28. April.
Osmog i Devetog Decembra 2007. godine, bend je bio domaćin na festivalu All Tomorow Parties u Majnhedu u Engleskoj. Na festivalu su izveli prvi celokupan set za skoro deset godina. Predstavili su pet pesama sa novog albuma: 'Silence', 'Hunter', 'The rip', 'We cary on', 'Machine gun'.
Januara 21. 2008. godine, najavljena je evropska turneja na kojoj će promovisati novi album, a bend će se pojaviti i kao glavni izvođač na 'Coachella Vally music and arts festivalu' 26. Aprila 2008. što je i jedini njihov nastup na američkoj turneji.
Treći album je bio dostupan na veb sajtu 'last.fm' nedelju dana pre objavljivanja i privukao je 327.000 slušalaca za manje od 24 sata. To je prvi put da je 'last.fm' postavio album na svoj sajt pre zvaničnog objavljivanja.
Album je objavljen 29. Aprila 2008. godine kako bi se poklopio sa nastupom benda na 'Coachella Vally music and arts festivalu'.
Dvadeset devetog Maja 2008. godine Geoff Barrow je ostvario svoj dečački san, kada se Chuck Di iz benda Public Enemy pridružio bendu na bini na 'Primavera Sound Festivalu' u Barseloni. Oni je doprineo nastupu sa slobodnim stilskim repovanjem na pesmi 'Machinegun'.

### Posle trećeg albuma (2008-)
Osamnaestog Maja 2008. godine, Barov je na blogu zvaničnog veb sajta izrazio entuzijazam benda za snimanje novog materijala govoreći kako ne može da sačeka da napiše neke nove melodije.
Trećeg Decembra 2008. godine, Universal Music Japan izdao je albume 'Dummy' i 'Portishead' na visoko kvalitetnom CD u ograničenom tiražu.
Dvadeset osmog Septembra 2009. godine, Barov je najavio velike planove za novi projekat nagoveštavajući da bi album mogao da stigne krajem 2010. godine.

## Diskografija
Diskografija na Internetu
- Dummy (1994)
- Portishead (1997)
- Third (2008)

## Spoljašnje veze
- Zvanični sajt
- Nezvanični sajt
- Intervju za Pitchfork, 7 April 2008
- Povratak na Portisheda Архивирано на веб-сајту  (12. јун 2008), Telegraph, 12. April 2008.
- intervju 13. April 2008.
- Portished za AOL Music Canada Архивирано на веб-сајту  (10. мај 2008)
- festival 2008.